# Трогон суматранський

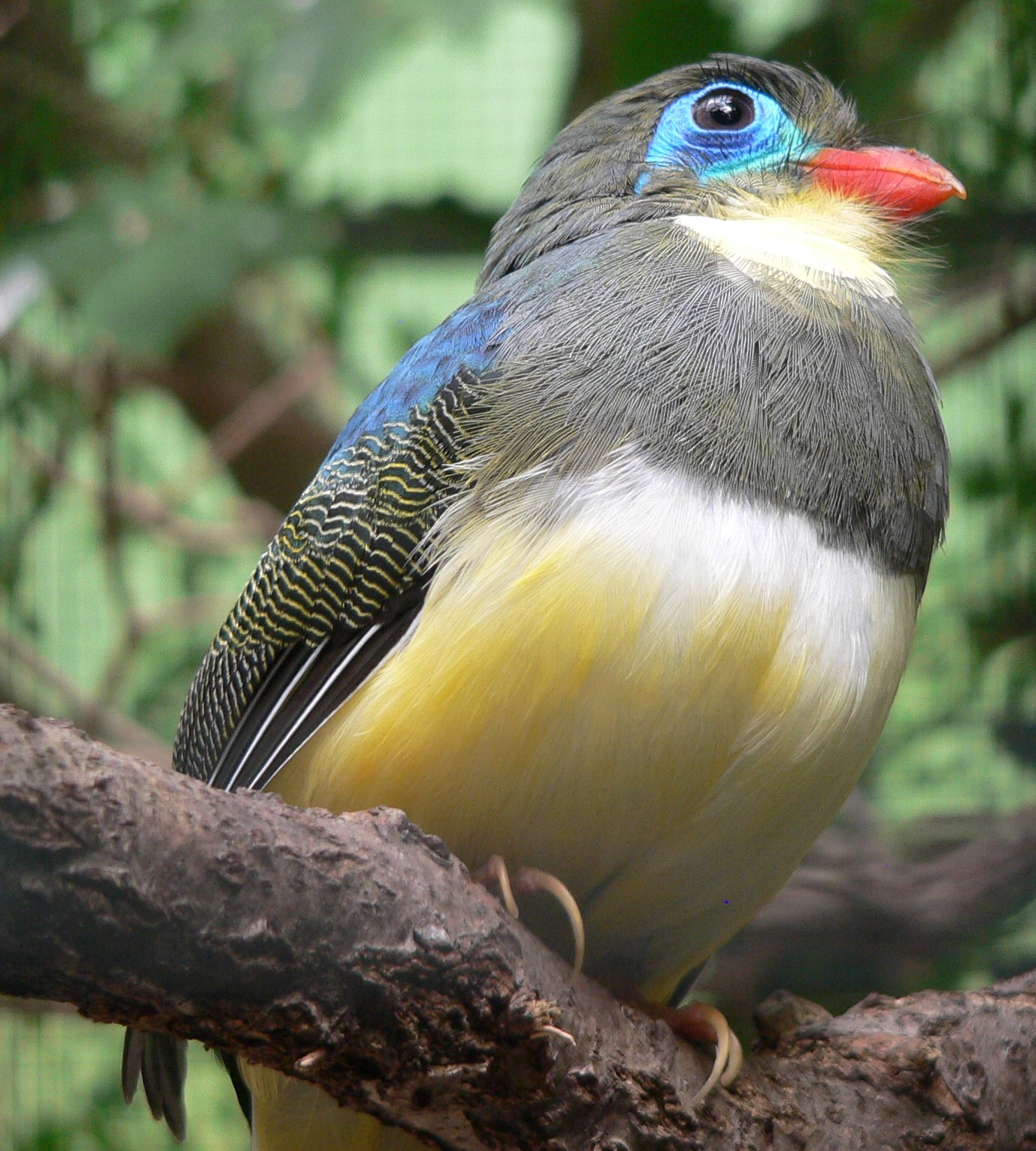
Суматранський трогон (самець)

Трогон суматранський (Apalharpactes mackloti) — вид трогоноподібних птахів родини трогонових (Trogonidae). Ендемік Індонезії.

## Опис
Довжина птаха становить 30 см. Верхня частина тіла синьо-зелена. Крила коричневі з тонкими жовтими смужками, хвіст темно-синій. Горло і живіт жовті, на грудях широка сіро-зелена смуга. У самців на спині велика коричнева пляма. Дзьоб великий, червоний, під ним жмут жовтого пуху. Гола шкіра навколо очей синя, лапи оранжеві. У самиць крила зелені з малопомітними світлими смужками.

## Поширення і екологія
Суматранський трогон є ендеміком індонезійського острова Суматра. Він живе в гірських тропічних лісах Барісанського хребта на висоті 750-2200 м над рівнем моря.